# Balai collecteur

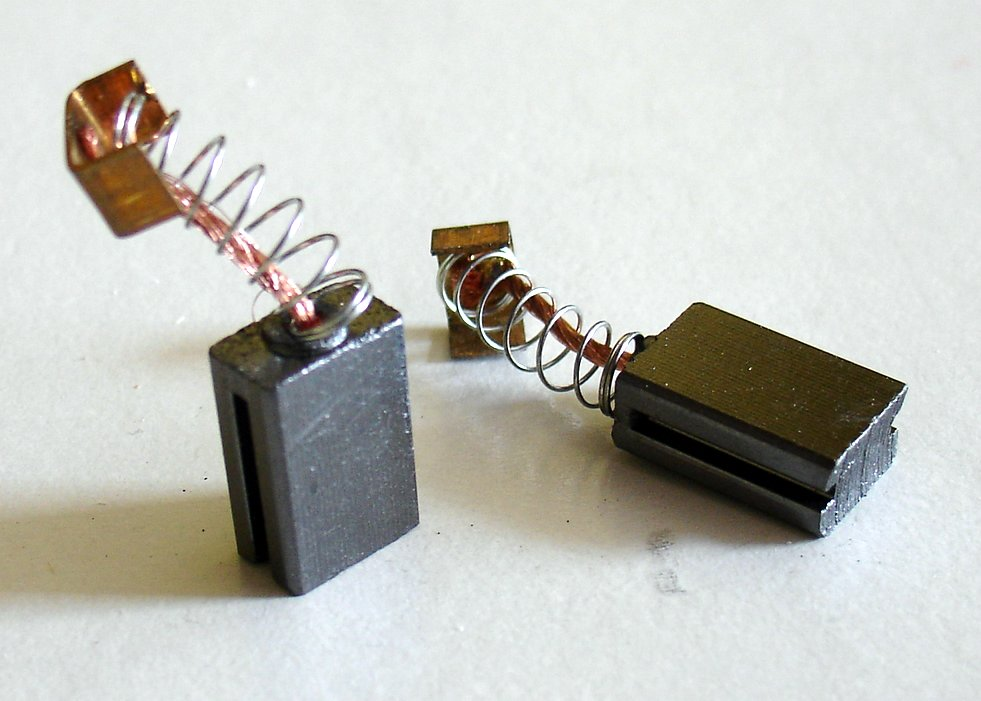
Balais carbone de contact. Les balais sont aussi appelés « charbons » car ils sont aujourd'hui en grande majorité constitués de carbone.

Les balais collecteurs ou frotteurs (aussi appelés « charbons ») sont, dans les machines électriques dotées de collecteurs (comme les machines à courant continu), des pièces conductrices assurant la liaison électrique entre les parties fixes et les parties tournantes ou mobiles de machines électriques. Elles permettent d'alimenter le collecteur (en fonctionnement moteur) et de récupérer le courant venant du collecteur (en fonctionnement générateur). Ces balais permettent le contact à la partie mobile de la machine, le rotor. 
En raison de la vitesse de rotation relativement élevée, pendant le court instant où il peut y avoir isolation galvanique des balais, des claquages peuvent alors survenir, visibles sous forme d'arcs électriques : on parle alors d'étincelles de commutation des machines électriques.